# Addò
Addò è un album di Enzo Avitabile, pubblicato nel 1996.

## Tracce
1. Addò – 4:15
2. Aizetè (version) – 4:48
3. Vaco e vengo – 4:12
4. Nun se jetta l'ammore – 5:15
5. A pe isse – 4:35
6. Terun – 4:08
7. Acqua 'nfunn 'a via – 4:58
8. Voglio 'o sole – 5:29
9. Asteco e cielo – 4:53
10. Lassal' 'oì – 4:23
11. Aizetè – 3:41
12. Addò – 4:10